# Flore de l'Île-de-France

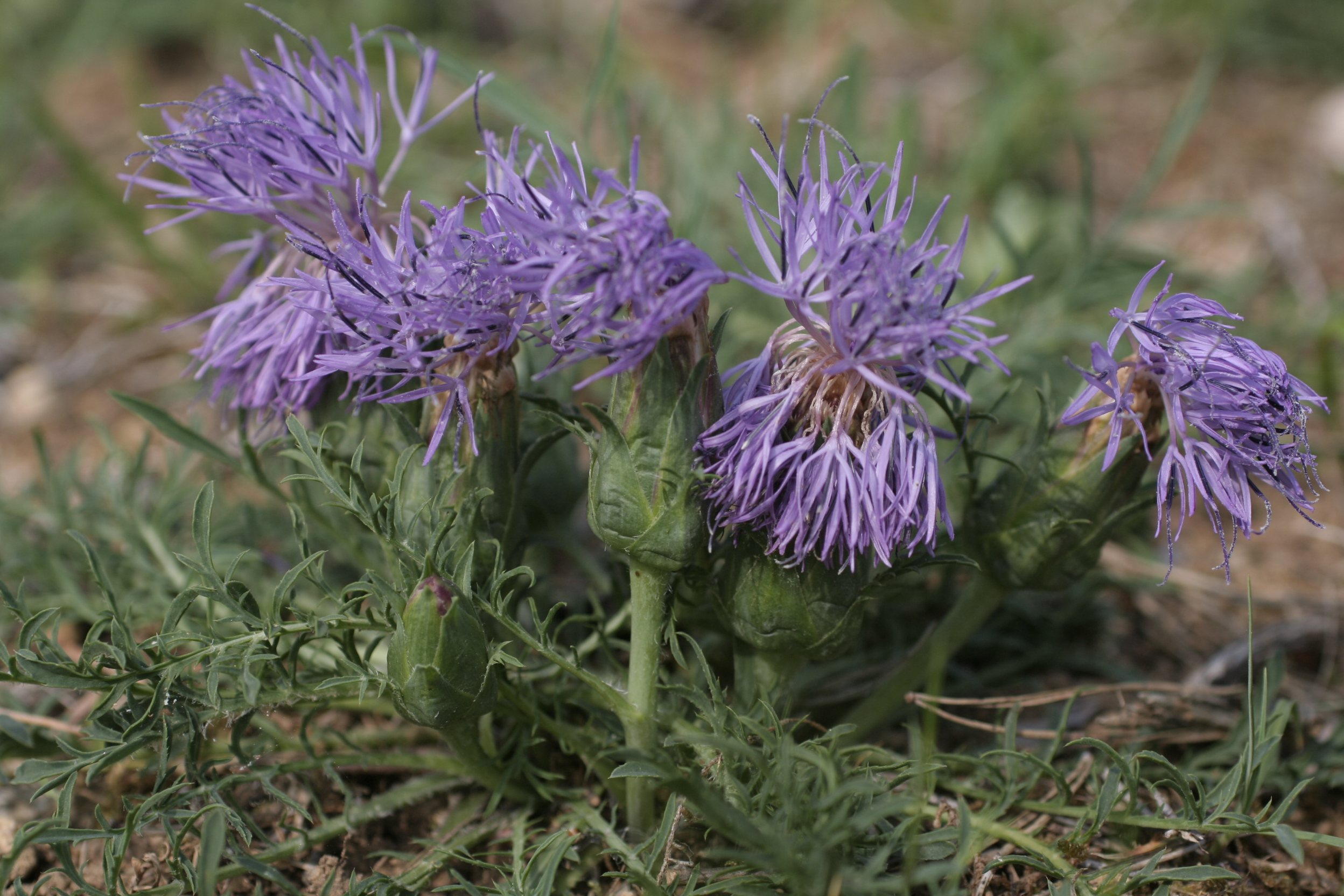
La Cardoncelle molle, espèce endémique franco-ibérique, en limite septentrionale d'aire de répartition en Ile-de-France.

La flore de l'Île-de-France comprend environ 1 620 taxons (espèces et sous-espèces) de plantes vasculaires, ptéridophytes et spermatophytes (gymnospermes et angiospermes) (à l'exclusion des plantes introduites mais non naturalisées), soit environ un quart de la flore de France, qui regroupe environ  6200 taxons (selon Flora Gallica).
Si l'on considère seulement les espèces indigènes, la flore de l'Île-de-France en compte environ 1300, à comparer aux 1400 espèces recensées dans la flore indigène du Royaume-Uni et aux 2700 recensées dans le seul département des Alpes-Maritimes.

## Caractéristiques générales
C'est une flore de climat tempéré océanique dégradé et de région de plaine sans relief marqué, ouverte sur les régions voisines, qui de ce fait ne compte pas d'espèces endémiques strictes, mais néanmoins deux taxons endémiques du Bassin parisien (Euphorbia esula subsp. tristis et Sorbus latifolia var. remensis) et une endémique française (Odontites jaubertianus). Certaines espèces, du fait de leur rareté ou de leur chorologie, revêtent un haut niveau de patrimonialité : Carthamus mitissimus, Ranunculus nodiflorus, Erica vagans, Quercus pyrenaica, Potentilla montana, Cistus umbellatus, Peucedanum gallicum, Galium pumilum subsp. fleurotii, Linum alpinum subsp. leonii et Sorbus latifolia var. latifolia.
Plusieurs espèces sont en isolat : Sedum hirsutum, Astragalus monspessulanus, Carex liparocarpos, Simethis mattiazzii, Minuartia hybrida subsp. viscosa, Bolboschoenus maritimus subsp. yagara, Carex buxbaumii subsp. hartmanii...
Bien que soumise à une très forte pression des activités humaines, dans une région très urbanisée dans sa partie centrale, caractérisée par une forte artificialisation des sols et par une augmentation de la température moyenne (phénomène de l'« îlot de chaleur »), et consacrée majoritairement à l'agriculture intensive dans sa partie périphérique, la flore d'Île-de-France est relativement diversifiée pour un territoire géographiquement restreint aux limites administratives de l'Île-de-France, soit 2,2 % seulement du territoire de la France métropolitaine.

## Plantes protégées
202 espèces appartenant à la flore de l'Île-de-France ont été classées comme « plantes protégées », 162 espèces figurant dans la liste des espèces végétales protégées en Île-de-France publiée au Journal officiel en 1991, et 35 dans la liste nationale publiée en 1982 et mise à jour en 2013.
Cette liste ne coïncide que partiellement avec celle des espèces les plus patrimoniales qui méritent prioritairement conservation.
Une liste rouge régionale de la flore vasculaire d'Île-de-France, établie sur la base d'études du Conservatoire botanique national du Bassin parisien (CBNBP), a été publiée en 2011 et actualisée en 2014.
Elle montre que 400 espèces, soit environ 26 % de la flore régionale, sont menacées selon les critères de l'Union internationale pour la conservation de la nature (UICN), et 45 sont quasi-menacées.
Parmi les 400 espèces menacées, on estime que 128 encourent à brève échéance un risque majeur d’extinction (CR), que 145 sont en danger d’extinction (EN) et que 127 sont vulnérables (VU).
On considère que 85 espèces ont disparu (RE) de la région, auxquelles il convient d'ajouter 6 espèces disparues, mais classées dans la catégorie données insuffisantes (DD) et 5 espèces disparues, mais naturalisées et classées en catégorie non applicable (NA).
Enfin 718 espèces sont classées en préoccupation mineure (LC) et 173 espèces naturalisées en Île-de-France sont classées dans la catégorie non applicable (NA),.
Les espèces menacées sont logiquement fortement représentées dans les zones naturelles d'intérêt écologique faunistique et floristique (ZNIEFF), les zones de protection spéciale (ZPS) et les sites d'importance  communautaire (SIC).